# Night Fare
Pour plus de détails, voir Fiche technique et Distribution.
Night Fare est un film à suspense français coécrit, coproduit et réalisé par Julien Seri, sorti en 2015.

## Synopsis
Luc et Chris, son ami anglais, montent dans un taxi pour rentrer chez eux après une soirée parisienne bien arrosée. Arrivés à destination, ils s’enfuient sans payer la course.
Ils sont tombés sur le mauvais chauffeur... Le taxi va se mettre en chasse toute la nuit.
Mais, est-ce vraiment l’argent qu’il veut ?

## Fiche technique
- Titre : Night Fare
- Réalisation : Julien Seri
- Scénario : Julien Seri, Pascal Sid et Cyril Ferment, d'après une idée originale de Tarubi Wahid Mosta[1]
- Décors : Nicolas Flipo
- Costumes : Tamara Faniot
- Photographie : Jacques Ballard
- Montage : Nathalie Safir
- Maquillage et coiffures : Emma Franco
- Coordination des cascades : Damien Buffard, John Medalin et Mathieu Lardot
- Musique : Alex Cortés, David Imbault, Willie Cortez et Carpenter Brut
- Effets spéciaux et postproduction : Reepost Prod.
- Production : Julien Seri et Raphaël Cohen
- Société de production : Daïgoro Films
- Coproduction : Gravity Films, Greenlight Films et P.I.G China
- Budget : 560.000€
- Pays d'origine :  France
- Langues originales : français et anglais
- Format : couleur - 2.35 : 1 - Arri Alexa - Red Epic Camera
- Genre : thriller
- Durée : 80 minutes
- Classification du film : Interdit aux moins de 12 ans
- Visa d'exploitation n°142 574
- Société de distribution : Kanibal Films Distribution (France)
- Dates de sortie :
  -  Corée du Sud : 17 juillet 2015 (Festival international du film fantastique de Puchon)
  -  France : 13 janvier 2016 (nationale)
  - DVD, Blu-ray et VOD : 17 mai 2016
- Box-office France : ?

## Distribution
- Jonathan Howard : Chris
- Jonathan Demurger : Luc
- Fanny Valette : Ludivine
- Jess Liaudin : le chauffeur de taxi
- Édouard Montoute : le policier
- Zakariya Gouram : Detox
- Jean-François Lenogue : Dimitri
- Moussa Sylla : la jeune recrue de la police
- Lorène Devienne : Lisa
- Alix Bénézech : Marie

## Autour du film
Le film a été tourné à Saint-Quentin-en-Yvelines et Guyancourt, après avoir levé des fonds sur Internet (source : générique). Mathieu Kassovitz a notamment participé à ce crowdfunding.
D'autres scènes sont visibles à Paris, et notamment la gare routière de Paris-Bercy.
On pourra signaler dans la bande originale du film les deux titres écrits, produits et interprétés par Willie Cortez (Note To Self et Two Suns).